# سمندرهای کوهستانی
سمندرهای کوهستانی (نام علمی: Paradactylodon) نام یک سرده از تیره سمندرهای آسیایی است. گونه‌های این سرده در ایران و افغانستان پراکنش دارند، از سه گونه شناخته شده این سرده دو گونه آن در ایران و یک گونه در افغانستان یافت می‌شوند.